# Blue Rose (工藤静香の曲)
「Blue Rose」（ブルー・ローズ）は、工藤静香通算21枚目のシングル。1994年3月18日発売。発売元はポニーキャニオン。

## 解説
- ソロ通算21枚目のシングルで、初めて後藤次利以外の作曲家を起用し、セルフプロデュース作品として発表され、表題曲は、フェニックス・シーガイア・リゾートのCMソングに使用された。
- 同曲の振付はTRFのSAMとCHIHARUが担当し、これまでにない激しいものとなっている。
- この曲で、第45回NHK紅白歌合戦に出場（7回目）。年明けにオリコンシングルチャート100位以内に再浮上した。
- カップリング曲の「Door」は、1994年4月5日に放送されたテレビ東京系ドラマ『積木くずし 崩壊、そして…』のエンディング・テーマソングに使用された。

## 収録曲
全作詞：愛絵理／作曲：都志見隆／編曲：澤近泰輔
1. Blue Rose　
フェニックス・シーガイア・リゾートCMソング
2. Door　
テレビ東京系ドラマ『積木くずし 崩壊、そして…』エンディングテーマソング
3. Blue Rose （less vocal）

## 楽曲の収録アルバム
- Blue Rose
  - Expose　（9th アルバム）
  - She Best of Best
  - ミレニアム・ベスト
  - Shizuka Kudo 20th Anniversary the Best
- Door
  - Best of Ballade カレント
  - 20th Anniversary B-side collection